# Rosh mesivta
Rosh mesivta (en araméen : reish metivta, Tête ou chef de la Mesivta), abréviation : Ram) est un titre décrivant le dirigeant d'une mesivta.  Cette appellation remonte à plusieurs siècles[évasif].